# 이언 앤서니 데일
이언 앤서니 데일(Ian Anthony Dale, 1978년 7월 3일 ~ )은 미국의 배우이다.

## 출연 작품
- XOXO (2016)
- 웨이크필드 (2016)
- 머더 인 더 퍼스트 시즌1 (2014)
- 더 이벤트 (2010)
- 플라잉 레슨 (2010)
- 철권 (2010)
- 크리미널 마인드 5 (2009)
- 더 행오버 (2009)
- 버킷리스트: 죽기 전에 꼭 하고 싶은 것들 (2007)
- 컴퍼니 타운 (2006)
- 데이 브레이크 (2006)
- 크리미널 마인드 (2005)
- 서피스 (2005)
- 미스터 3000 (2004)